# الونا، سیپراس
الونا، سیپراس (به لاتین: Alona, Cyprus) یک منطقهٔ مسکونی در قبرس است که در ناحیه نیکوزیا واقع شده‌است.

## خصوصیات
الونا ۱۲۸ نفر جمعیت دارد.